# Київське реальне училище
Київське реальне училище — один із перших середніх навчальних закладів в Україні, де вивчали природничі дисципліни, фізика, математика, а також нові іноземні мови. Діяло у 1873—1920 роках.

## Історія
Київське реальне училище офіційно відкрили 1 липня 1873 р. Спочатку діяло у приватному будинку дружини купця Олександра Миславського (нині вул. Михайлівська, 18). Передбачалось, що для училища збудують спеціальний корпус, однак, після огляду садиби Г. Ейсмана, комісією Управління Київського навчального округу було прийнято рішення про перенесення навчального закладу до згаданої будівлі — на підставі відповідності гігієнічно-санітарним умовам та вигідного розташування.
З грудня 1873 р. було укладено договір про купівлю садиби, за яким Управління Київського реального училища взяло на себе і контракт по оренді будівлі Київським військовим округом, що закінчувався три роки потому. Відповідно ремонтні роботи з пристосування приміщень для училища під керівництвом П. Шлейфера та В. Ніколаєва розпочалися лише влітку 1877 року.
11 серпня 1877 року Київське  реальне училище було переведено з найманого помешкання у свою оновлену садибу по Великій Житомирській, яку займало аж до 1920 року.
Згідно зі статутом Міністерства народної освіти Київське реальне училище мало на меті «доставлять учащимся в нем общее образование, приспособленное к практическим потребностям и приобретению технических знаний». Крім загальноосвітніх класів, закладалися механіко-технічне й комерційне відділення. Училище мало хімічну лабораторію, фізичний, природничо-історичний, механічний, математичний, креслярський, малювальний кабінети й кабінет моделювання, бібліотеку. Устаткування доставлялося з Санкт-Петербургу, Берліна, Франкфурта-на-Майні. Навчальний курс був розрахований на 6 років.
Своє існування Київське реальне училище припинило у 1920 році, невдовзі після закриття училищної церкви Святого Олександра Невського, оформлення якої було майже втрачено.
Опісля в садибі діяла загальноосвітня російська школа, а в післявоєнні роки частина приміщень використовувалась як філія Палацу піонерів і школярів. У 1980—1990-х роках у будівлі функціонувало Державне училище естрадно-циркового мистецтва.

## Куратори
- Демидов Сан-Донато Павло Павлович — куратор в 1873—1883 роках
- Терещенко Іван Миколайович — почесний куратор училища (його коштом було збудовано церкву Святого Олександра Невського) — від 15 лютого 1884 року і принаймні до 1898 року.

## Директори
- Палієнко Іван Степанович (1873—1885/86)
- Лагоріо Євген Олександрович (1885/86 — 1988/89)
- Гольдерекер Олександр Якович (1889/90 — 22 вересня 1906[1])
- Матченко Іван Павлович (1906 — ?) — виконувач обов'язків[2]
- Посадський Іван Васильович

## В.о. інспекторів
- Дяченко Андрій Микитович (1873 — 19 жовтня 1881), син математика Дяченка Микити Андрійовича.
- Гольдерекер Олександр Якович (1 листопада 1881 — початок 1886/87 навчального року)
- Маак Юлій Федорович (1885/86 — 20 березня 1898)
- Турчанінов Петро Олександрович (від 20 березня 1898 — 1899)
- Кузнецький Василь Миколайович (1903)[3]
- Матченко Іван Павлович (? — 1906)
- Тумасов Володимир Никифорович (1906-?)

## Викладачі
Першим директором закладу став викладач математики Іван Степанович Палієнко (1832—1912), батько майбутнього академіка М. І. Палієнка.
В училищі викладали випускники Санкт-Петербурзького технологічного інституту, Київського університету, серед яких: історик Добровольський Леонід Павлович; художник, педагог, засновник Київської рисувальної школи, учитель малювання і каліграфії Мурашко Микола Іванович; літературознавець, слов'яніст, дослідник чеської, словенської, болгарської, сербської, хорватської літератур, учитель російської мови Степович Андроник Оникійович та інші.
Серед викладачів училища також були Матченко Іван Павлович, Оглоблин Микола Васильович (1881—1935), Чернушевич Микола Петрович.
Див. Категорія:Викладачі Київського реального училища

## Учні
В училищі навчалися відомі в майбутньому фізики А. П. Александров (Президент АН СРСР в 1975—1986 роках) і його брат Б. П. Александров, художники К. Я. Крижицький і В. А. Андреєв, зоолог М. В. Шарлемань, відомі київські архітектори П. Ф. Альошин, Є. Ф. Єрмаков, К. Л. Іваницький, О. С. Кривошеєв, В. П. Листовничий, І. В. Ніколаєв, Ф. М. Олтаржевський, М. І. Яскевич, А. Е. Страус, відомий театральний діяч О. І. Сибіряков. Також серед випускників училища: В. Ф. Асмус, М. Д. Єщенко, І. І. Кирієнко, П. М. Крупенський, Є. М. Кузьмін, Ю. Л. П'ятаков, М. О. Ходорович, О. С. Шкабара, П. К. Запорожець, Л. П. Клобуков — громадський діяч, О. В. Вінтер, С. І. Радченко, Я. П. Коробко, церковний діяч Михаїл (Єрмаков), полковник армії УНР І. Т. Гаєвський, С. Мержинський та ін.
Див. Категорія:Випускники Київського реального училища

## Галерея

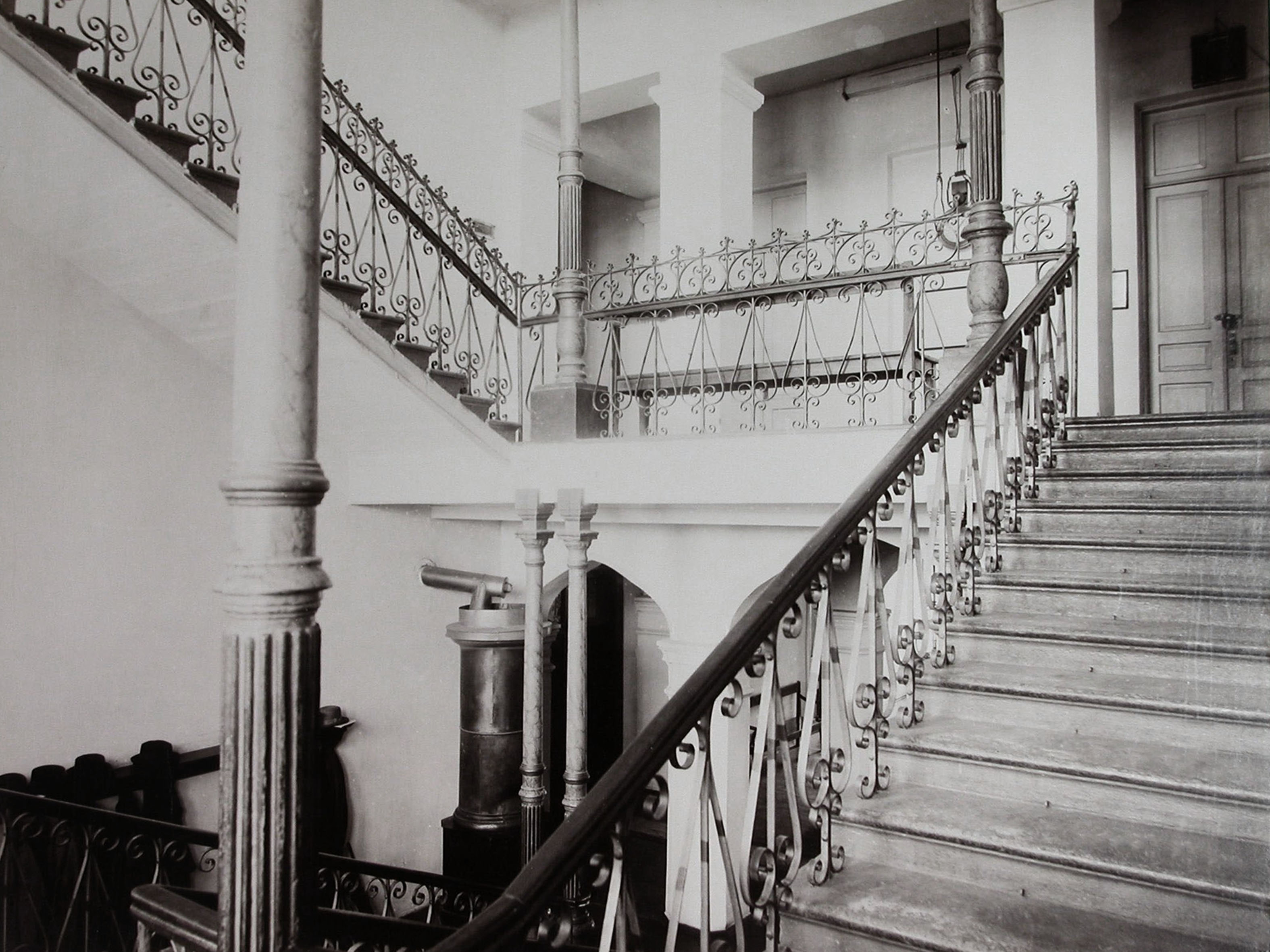
Вестибюль і сходи
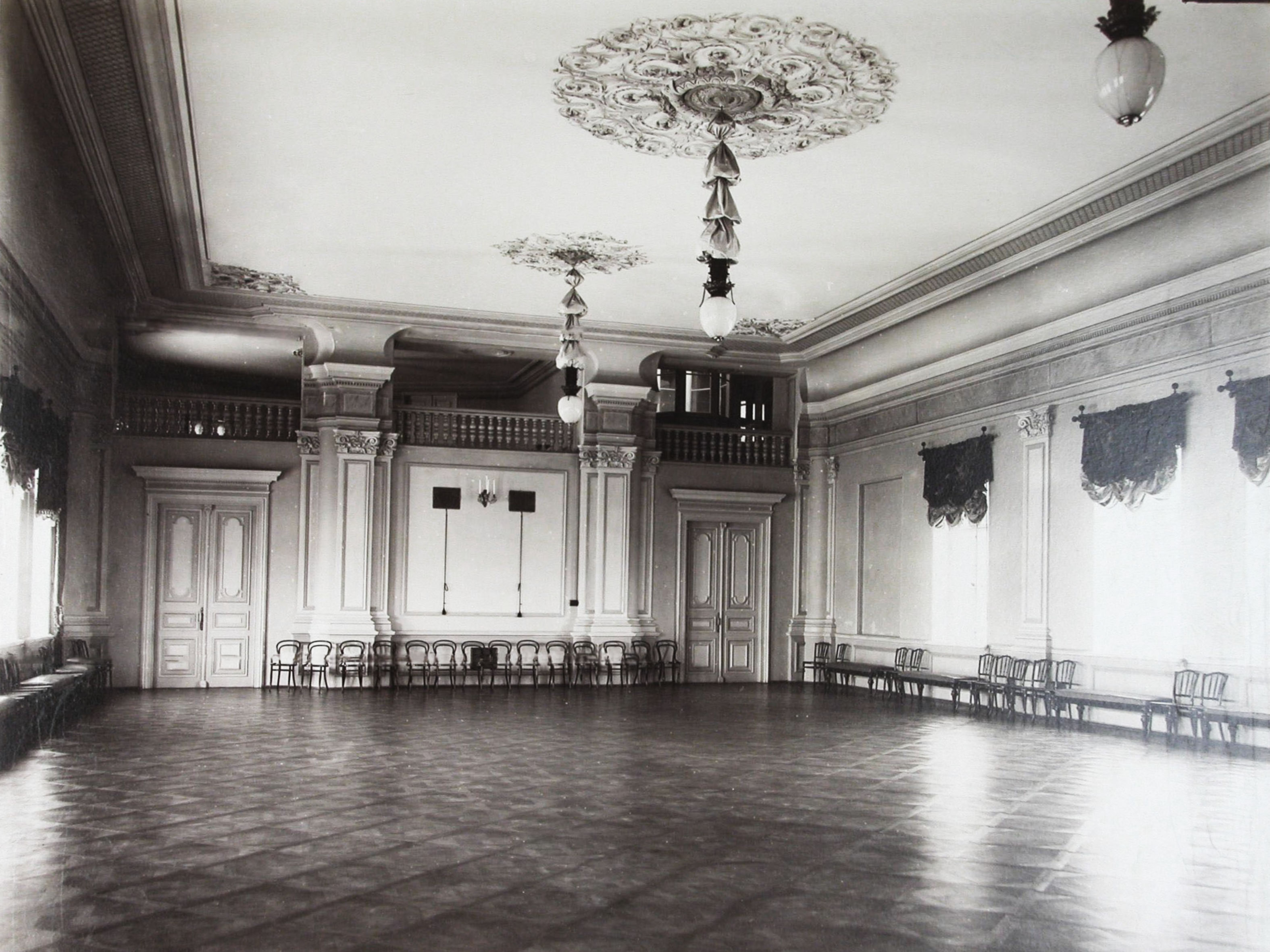
Актова зала Київського реального училища
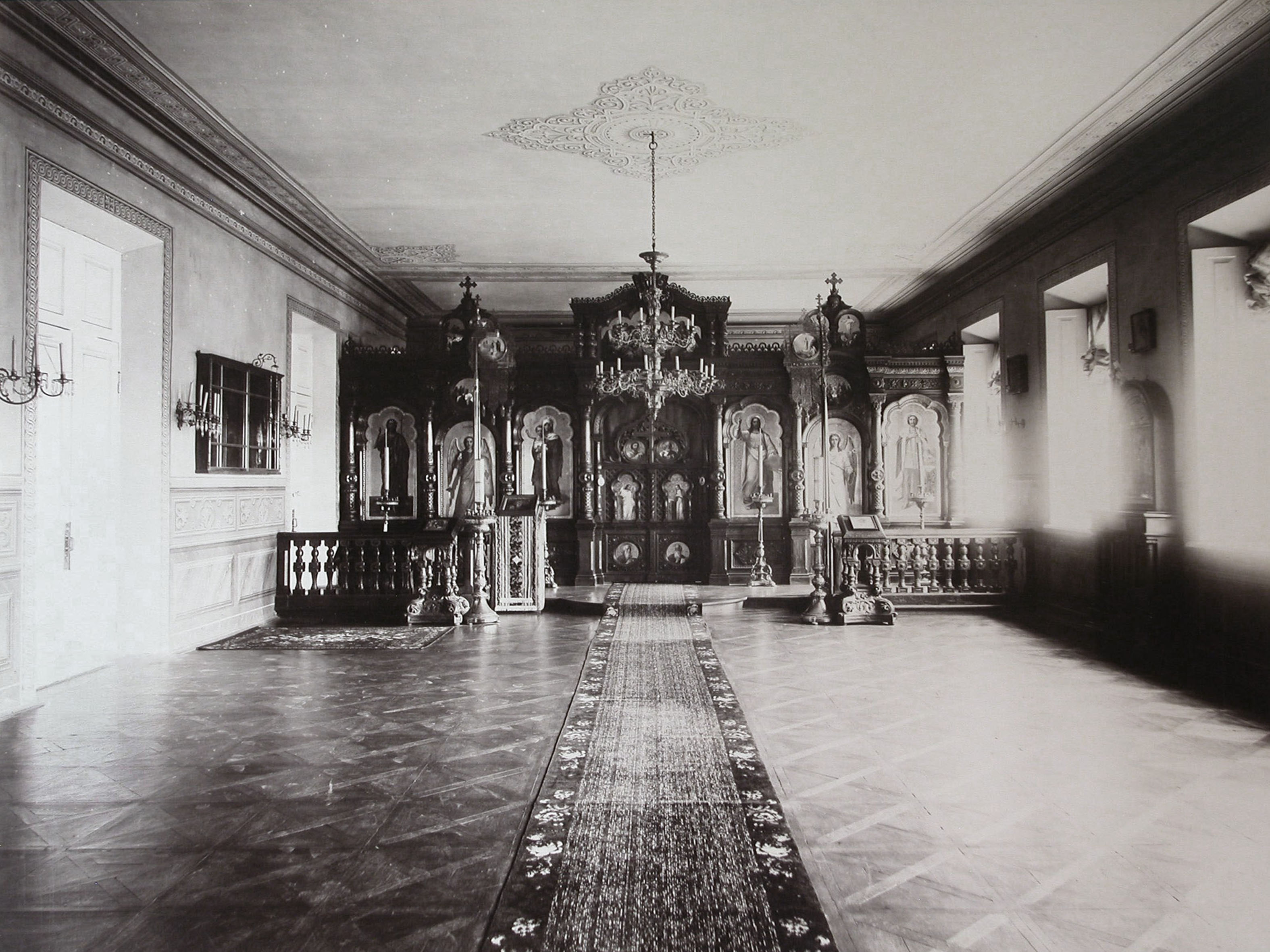
Домова церква